# Achaier
Achaier (flertal: achaiere; græsk: Ἀχαιοί, Akhaioí) er navnet på grækerne på det græske fastland i Homers Iliaden (brugt 598 gange) og Odysseen. De andre navne er danaere (Δαναοί, Danaoi brugt 138 gange i Iliaden) og argivere (Ἀργεῖοι, bruges 29 gange i Iliaden).

## Homeriske versus senere brug
Den homeriske "langhåret Achaier" kan have været en del af den mykenske civilisation, der dominerede i Grækenland fra ca. 1600 f.Kr., med en historie om en stamme, der går tilbage til den forhistoriske græske indvandring i slutningen af 3. årtusinde f.Kr.
Men i arkaisk og klassisk tid er udtrykket "achaier", jf. indbyggere i meget mindre region Achaia. Herodot identificerede achaier i det nordlige Peloponnes som efterkommere af de tidligere, homeriske achaier. Ifølge Pausanias' tekster i det 2. århundrede e.Kr. blev betegnelsen "achaiere" oprindeligt givet til de grækere, der lever i Argolis og Laconia. Men det er tydeligvis ikke den måde, hvorpå Homer bruger udtrykket.
Pausanias og Herodot fortæller begge legenden om, at achaierne blev tvunget fra disse hjemlande af dorere, under den legendariske doriske invasion af Peloponnes. Derefter flyttede de ind i regionen, som senere fik navnet Achaia.
Der er endnu ikke akademisk konsensus om de historiske achaieres oprindelse og deres forbindelse med de homeriske achaiere.